# Tilarán
Tilarán es el distrito primero del cantón de Tilarán, en la provincia de Guanacaste, de Costa Rica.

## Toponimia
Tilarán : proviene de la palabra maleku: TILAJARI, la cual, a su vez, está compuesta de "ti": Agua y "lajari": llueve.

## Ubicación
Se ubica en las colinas que dominan la orilla oeste del lago Arenal.

## Geografía
Tilarán cuenta con un área de 144,75 km² y una altitud media de 564 m s. n. m.

## Demografía
Para el año 2022, Tilarán cuenta con una población estimada de 9419 habitantes, y para el último censo efectuado, en 2011, Tilarán contaba con una población de 8677 habitantes.

## Localidades
- Barrios: Cabra, Carmen, Juan XXIII, Lomalinda.
- Poblados: Cuatro Esquinas, Chiripa, Piamonte, Río Chiquito, San Luis, Tejona, Tres Esquinas.

## Cultura

### Religión
La religión predominante es el cristianismo católico y en la ciudad se encuentra en el centro de la Diócesis de Tilarán-Liberia.

### Personajes
- Doris Murillo Boniche – Artista local, profesora de arte jubilada.
- Leonidas Flores – Futbolista retirado.
- Carlos Palacios Herrera – Ciclista profesional.
- Luis Esteban Herrera – Pianista.
- Manuel Vargas – Escultor.[7]

## Economía
El área entre Tilarán y Tejona es uno de los más importantes parques eólicos en Costa Rica y las turbinas son prominentes en el paisaje. La cría de animales también forma una parte importante de la economía local.

## Transporte

### Carreteras
Está conectado por carretera a El Silencio, y por la ruta 142 a través de las colinas de la Cordillera de Tilarán a Tejona.
Al distrito lo atraviesan las siguientes rutas nacionales de carretera:
- Ruta nacional 142
- Ruta nacional 145
- Ruta nacional 925
- Ruta nacional 926